# Suburban Gothic
Suburban Gothic to amerykański horror komediowy z 2014 roku, napisany i wyreżyserowany przez Richarda Batesa Jr.
Film opowiada historię Raymonda, absolwenta prestiżowej szkoły wyższej, który − nie mogąc znaleźć pracy − zamieszkuje z rodzicami, i który przekonuje się, że jego dom jest nawiedzony.
W filmie w rolach głównych wystąpili Matthew Gray Gubler i Kat Dennings, na ekranie towarzyszą im między innymi Ray Wise, Sally Kirkland, Jack Plotnick i John Waters.
Światowa premiera obrazu odbyła się 19 lipca 2014 podczas Fantasia International Film Festival w Kanadzie. Pomiędzy sierpniem a listopadem tego roku Suburban Gothic był prezentowany widzom festiwali filmowych w Niemczech, Szwecji, Tajwanie, Kanadzie i Hiszpanii, a 30 stycznia 2015 trafił do dystrybucji komercyjnej.
Odbiór dzieła przez krytyków był w przeważającej mierze pozytywny. Zdaniem Dennisa Harveya (Variety), „drugi film w karierze Batesa Jr. stanowi żartobliwy horror komediowy, napędzany przez riffy utalentowanych członków obsady aktorskiej”.

## Obsada
- Matthew Gray Gubler − Raymond
- Kat Dennings − Becca
- Ray Wise − Donald
- Barbara Niven − Eve
- Muse Watson − Ambrose
- Sally Kirkland − Virginia
- Mel Rodriguez − Hector
- Jeffrey Combs − dr. Carpenter
- John Waters − Cornelius
- Ronnie Gene Blevins − Pope
- Jack Plotnick − kuzyn Freddy
- Jen i Sylvia Soska − żałobnice

## Nagrody i wyróżnienia
- 2014, Screamfest:
  - nagroda Festival Trophy w kategorii najlepszy aktor (wyróżniony: Matthew Gray Gubler)[4]